# Veredelen
Hoewel het begrip veredelen in de zin van produceren zeer ruim is, en alle fasen van grondstof of halffabricaat tot product kan omvatten, wordt het tegenwoordig in de praktijk vooral gebruikt voor rasverbetering van planten en dieren, en in een zeker aantal gevallen voor het verhogen van de kwaliteit van materialen.
Met een veredelingsbedrijf wordt in de meeste gevallen een plantenveredelingsbedrijf bedoeld.
In geval van dieren spreekt men meestal over een fokkerij, hoewel een dergelijk bedrijf niet noodzakelijk op veredeling is gericht, maar ook zuiver op reproductie georiënteerd kan zijn.

## Toepassingen per sector
- In de textielindustrie kent men textielveredeling, waartoe het verven, bleken en waterafstotend maken van textiel behoort. Deze chemische handelingen is een aparte sector van de textielindustrie.
- In de metaalindustrie wordt met veredelen het verbeteren van de eigenschappen door een warmtebehandeling zoals harden en temperen of ontlaten bedoeld.
- In de houtverwerkende industrie kent men houtveredeling, welke bewerkingen omvat die de natuurlijke eigenschappen van hout verbeteren, zoals houtverduurzaming.
- In de papierindustrie kent men de papierveredeling, die eveneens betrekking heeft op het verbeteren van duurzaamheid en oppervlakte-eigenschappen, zoals aanbrengen van glans, vermindering van porositeit en dergelijke.